# Jean-Paul Enthoven
Pour les articles homonymes, voir Enthoven.
Jean-Paul Édouard Louis Enthoven, né le 11 janvier 1949 à Mascara en Algérie française est un écrivain, éditeur et journaliste français.

## Biographie

### Famille
Né le 11 janvier 1949 à Mascara dans l'Algérie française d'alors, Jean-Paul Enthoven est issu d’une famille juive bourgeoise. Sa mère est née Gilberte Tordjman et son père, Edmond Enthoven, était directeur et puis propriétaire avec son frère d'un garage Citroën. Dans ce milieu familial juif et agnostique, son éducation politique s’effectue dans une atmosphère républicaine, très sensible à la défense des droits de l'homme tels qu'ils s'illustraient dans l'idéologie républicaine du siècle dernier[réf. nécessaire].
« Proche de Maurice Clavel, il appartient à la galaxie Nora ». Pierre Nora joue en effet un grand rôle dans la formation de Jean-Paul Enthoven en lui confiant très tôt, des manuscrits à lire pour les éditions Gallimard. Pensionnaire au lycée Lakanal de Sceaux, Jean-Paul Enthoven côtoie alors beaucoup la famille Nora, notamment dans leur propriété proche de Rambouillet : la Cour des Hayes. Pierre Nora est alors son mentor et le guide dans ses lectures.
Jean-Paul Enthoven épouse en premières noces Catherine Gradwohl mais le couple divorce. Le 4 décembre 1981, il épouse Corinne Pécas, fille du réalisateur et producteur de films érotiques Max Pécas, dont il divorce en 1990. En 2000, il est le compagnon éphémère de Carla Bruni, avant que celle-ci ne mette fin à leur liaison pour en entamer une avec son fils Raphaël - qui fit l'objet de sa chanson Raphaël, et avec qui elle a un fils, Aurélien, né en 2001.
Depuis 2010, Jean-Paul Enthoven, partage la vie de Patricia Della Giovampaola, veuve de Rodrigue de Belsunce d’Arenberg.

#### Enfants
Jean-Paul Enthoven est le père de trois enfants :
- de son mariage avec l'écrivaine et journaliste Catherine Gradwohl, dite Catherine David : 
  - Raphaël, né en 1975, enseignant de philosophie, animateur de radio et de télévision ;
- de son mariage avec Corinne Pécas : 
  - Julien, né en 1982[5], d'abord acteur puis communicant chez DSOgroup ;
  - Mathilde, née en 1988, journaliste et en 2018, PDG de l'entreprise Entrel (qu'elle a créée), spécialisée dans la communication événementielle[6].

### Formation
Après un passage au lycée Buffon à Paris, il entre au lycée Janson-de-Sailly, où bien qu'élève de Michel Deguy, il suit les cours de philosophie de Maurice Clavel et se lie intimement avec lui. Ce dernier le remarque parmi les têtes de classe[réf. nécessaire] et lui fait rencontrer Gabriel Marcel, Pierre Boutang et Jean Daniel, qui accueillera ses premiers articles au Nouvel Observateur.
Il est ensuite étudiant à l'Institut d'études politiques de Paris, la faculté des lettres de Paris-Sorbonne et à la faculté de droit de Paris ; il obtient une licence en histoire, le diplôme de l'Institut d'études politiques, un DES de droit public et de sciences politiques.

### Carrière
S’il est originellement ancré à gauche, il n'est guère militant de Mai 68, préférant la littérature aux débats idéologiques. Les lectures qu’il effectue chez Gallimard vers 1971-1972 lui valent de rencontrer Raymond Aron. S’il n’en devient pas un disciple, ce dernier l’amène à se détacher très rapidement d’un marxisme auquel des lectures l’avaient amené à adhérer. Et il se définit comme spinoziste lorsque, en 1973, il devient assistant de Maurice Duverger à la Sorbonne.
Assistant à l'université Paris 1 - Panthéon Sorbonne de 1973 à 1975, il fait la connaissance d’un jeune agrégé de philosophie tout juste rentré du Bangladesh, Bernard-Henri Lévy, dont le père, André Lévy (1920-1995) est natif, comme lui, de Mascara. Tombant sous le charme du normalien, il le présente à l'automne 1974 à son ami Gilles Hertzog, qui participe ainsi à l’éphémère quotidien L'Imprévu (janvier-février 1975). Malgré l’échec du journal de Bernard-Henri Lévy, les liens d’amitié du trio se renforcent autour de ce dernier, au point d’apparaître comme une véritable « fratrie » où Jean-Paul Enthoven serait, selon ses propres termes, « plutôt le ministre de l'Intérieur de Bernard, et Gilles, son secrétaire d'État aux Affaires étrangères ».
Parallèlement, ses liens avec Pierre Nora et Maurice Clavel l’amènent à entrer en contact avec Jean Daniel et l’équipe du Nouvel Observateur.
À partir de décembre 1973, il y publie donc des critiques d’essais de philosophie et de sciences humaines. C'est alors qu’en 1975, il n’apprécie pas d’être sollicité par Maurice Duverger comme témoin de moralité dans un procès sur son passé vichyste. Il donne donc sa démission de l’enseignement et se tourne vers le journalisme. Il est journaliste puis adjoint à la rédaction en chef du Nouvel Observateur jusqu'en 1984. Chargé de couvrir les débats intellectuels, il s’occupe ainsi des interviews avec les grandes figures intellectuelles, des comptes rendus d’essais de nature politique ou philosophique, et de l’ensemble de l’actualité qui touche le milieu intellectuel.
Proche de Maurice Clavel — qu’il remplace épisodiquement pour sa rubrique télévisuelle –, il n’en est pas moins très apprécié par le directeur de la rédaction du journal, qui le consulte pour le choix d’un mot de son éditorial ou sur les débats en cours dans le microcosme parisien. Avec ces deux derniers, il soutient activement l’éclosion médiatique des « nouveaux philosophes » et de leur tête de file, son ami Bernard-Henri Lévy. Témoin à son mariage (comme Gilles Hertzog), voyageant souvent en sa compagnie, il partage ses passions comme son souci de l’apparence esthétique.
À partir du début des années 1980, il prend de plus en plus des responsabilités éditoriales. Ainsi, en 1983, il devient directeur éditorial des Éditions Grasset, prend la direction de la collection « Biblio-Essais » fondée par Bernard-Henri Lévy au Livre de Poche. En 1984, il quitte ses fonctions d’adjoint à la rédaction en chef du Nouvel Observateur pour diriger Hachette Littérature et rejoindre la rédaction en chef du Point, où il devient le conseiller personnel de Claude Imbert.
Depuis 1993, il est conseiller éditorial de la rédaction de l'hebdomadaire Le Point, où il publie notamment des chroniques littéraires.

## Œuvres

### Publications
Romans
- Aurore, Grasset, 1996, 218 p., prix du livre Europe 1 en 2001[1],  (ISBN 978-2246611615). Traduit en italien en 2001 par Vincenzo Vega, en hébreu en 2002 par Emmanuel Pinto, en chinois en 2004 par Meiwen Wang, en russe en 2008.
- La Dernière Femme, Grasset, 2005, 185 p., prix Nice-Baie-des-Anges[1],  (ISBN 978-2246659112). Traduit en italien en 2007 par Anna Morpurgo.
- Ce que nous avons eu de meilleur, Grasset, 2008, 220 p.  (ISBN 978-2246705413).
- L'hypothèse des sentiments, Grasset, 2012, 398 p.
- Ce qui plaisait à Blanche, Grasset, 2020, 308 p.
- Si le soleil s' en souvient, Grasset 2024, 200 p.

Essais
- Les Enfants de Saturne, Grasset, 1996, 265 p., prix Cazes-Lipp et prix Valery-Larbaud en 1997[1]  (ISBN 978-2246265313).
- Dictionnaire amoureux de Proust, avec Raphaël Enthoven, Plon, 2013, 736 p.  (ISBN 978-2259211109) - prix Femina essai 2013.
- Saisons de papier, Grasset, 2016, 637 p.  (ISBN 978-2246802907), prix de la critique de l’Académie française.
- Les Raisons du cœur, Grasset, 2021.
- Lignes de vie, Grasset, 2022.
- Je me retournerai souvent, Grasset, 2025.

### Cinéma
Jean-Paul Enthoven est coscénariste du film Le Jour et la Nuit (1997), réalisé par Bernard-Henri Lévy.

## Distinctions
Le 16 janvier 2014, Jean-Paul Enthoven est promu officier de l'ordre des Arts et des Lettres (et son fils Raphaël nommé chevalier).